# 1986年航空
此條目列出1986年發生有關航空運輸的事件。

## 事件

### 3月
- 3月15日：江蘇省常州市常州奔牛國際機場開放民航。

### 8月
- 8月31日：弗勒布靈厄蘭機場啟用。